# Big Scary Monsters Recording Company
Big Scary Monsters Recording Company (также известный как Big Scary Monsters или BSM Records) - это независимый инди-лейбл, который находится в Оксфорде.
Под издательством этого лейбла выпускались записи следующих музыкальных групп: La Dispute, Beach Slang, Modern Baseball, Minus the Bear, mewithoutYou, Кевин Девайн, Caspian, yndi halda, Gnarwolves, The Fall of Troy, Andrew W.K., Tall Ships, Into It. Over It., Toe, Pulled Apart By Horses, Meet Me In St Louis, Cursive, Joyce Manor, Bear vs. Shark, American Football, Axes, Delta Sleep, Tangled Hair, Talons и другие.

## История
В 2001 году старшеклассник Кевин Доуч основал лейбл Big Scary Monsters.
Осенью 2006 года BSM основал свой первый дочерний лейбл: Alcopop! Records. Лейбл Alcopop! начал работать с такими группами как Johnny Foreigner, Anamanaguchi, Fight Like Apes.
7 сентября 2010 года лейбл отпраздновал своё 100-е издание. Partied Hard - DVD/CD сборник с боле чем 30 промо, живых выступлений и бонусных видео. В продаже он был доступен только с 7 сентября по 24 октября 2010 года, между 99-м и 101-м изданием лейбла.
В апреле 2011 года BSM стал соучредителем Pink Mist вместе с другими инди-лейблами.
Основатель BSM Кевин Доуч был докладчиком на мероприятии Indie Con в AIM в 2017 году.
В 2019 году Big Scary Monsters анонсировал новые альбомы Lemuria, yndi halda, Nervus и Tangled Hair, а также виниловое переиздание 'The Neon Handshake' группы Hell Is For Heroes.
С 2007 по 2016 года в Уэмбли Пауэрлиге BSM проводил ежегодные футбольные турниры с участием пяти групп, лейблов, журналов, магазинов и других команд музыкальной индустрии.

## Pop Up Stores
В декабре 2016 года лейбл анонсирует, что с 23 января по 4 февраля 2017 года, они открывают магазин 'Pop Up Store' в Хакни Лондоне. В этот двухнедельный период праздновался 16-летие лейбла и их 200-е издание. В магазине продавались записи Modern Baseball, Кевина Девайна, Gnarwolves, Delta Sleep, Beach Slang и других групп. Также, Tiny Moving Parts проводил коктейль-вечеринку. 
В марте 2018 года BSM открыл свой второй Pop Up Stores магазин в Кардиффе. В магазине проводились выступления английских певцов: Джейми Ленман, Orchards, Nervus и американской группы Slaughter Beach, Dog.
В 2019 году BSM провёл открытие третьего магазина Pop Up Stores в Глазго, Шотландия. В магазине играла группа We Were Promised Jetpacks и проводились переговоры с известными шотландскими деятелями.

## Переиздания
Последние несколько лет BSM переиздаёт свои классические записи начала нулевых.
- The Gloria Record - A Lull In Traffic - 2020

Дата выхода совпадает с 20-летием оригинального релиза EP.
- And So I Watch You From Afar - ASIWYFA - 2019 

A 10th anniversary reissue featuring a remastering of the original record and a live recording of the band performing their debut record all consisting in a 4LP box set. 
Переиздание в честь 10-й годовщины с ремастерингом оригинальной записи и живым выступлением группы, исполняющей свой дебютный альбом, состоящий из 4-х LP бокс-сетов.
- Hell Is For Heroes - Neon Handshake - 2018

Празднование дебютного альбома группы, которому исполняется 15 лет.
- Bear vs. Shark - Right Now, You're in the Best of Hands. And If Something Isn't Quite Right, Your Doctor Will Know in a Hurry - 2011

## Текущие группы
Группы, в настоящее время, издающие свои записи на Big Scary Monsters.
| - Alpha Male Tea Party - Antarctigo Vespucci - American Football - Beach Slang - Caspian - Cassels - Cursive - Cultdreams - Delta Sleep - Doe - Gnarwolves - Gulfer - Gender Roles - Hell Is For Heroes - Honey Lung | - InTechnicolour - Джейми Ленман - Кевин Девайн - Lemuria - Martha - Meat Wave - mewithoutYou - Mom Jeans - Nervus - NOBRO - Orchards - Owen - Pedro The Lion - Pkew pkew pkew - Proper. | - Prince Daddy & The Hyena - Single Mothers - Slaughter Beach, Dog - Tangled Hair - Terrible Love - The Get Up Kids - The Winter Passing - Tiny Moving Parts - Totorro - Tricot - Vinnie Caruana - We Were Promised Jetpacks - Woahnows - yndi halda |

## Предыдущие группы
Группы, в прошлом, издавали свои записи на Big Scary Monsters.
| - Pulled Apart By Horses - Joyce Manor - La Dispute - Thin Lips - The Fall of Troy - Minus the Bear - Andrew W.K. - Hop Along - Meet Me In St. Louis - This Town Needs Guns - Crash of Rhinos - Get Cape. Wear Cape. Fly - Jeniferever - Toe - Blakfish | - Walter Schreifels - Adebisi Shank - Shoes and Socks Off - Mimas - Grown Ups - Hold Your Horse Is - The Tupolev Ghost - Ричард Уолтерс - Itch - Jairus - House of Brothers - Cats and Cats and Cats - The Campaign for Real Time - PWR BTTM - Chariots | - Days Ago - Sparks Lights and Flames - The Remarkable Rocket - Pictures Paint Words - Boom in the Diamond Industry - Stories and Comets - Face for Radio - Written From Negative - The Dudley Corporation - Querelle - The Next Autumn Soundtrack - My Favourite Co-Pilot - Hiding With Girls - Through Silence - My Awesome Compilation | - The Caretaker - Econoline - Mountain Men Anonymous - Teflon Monkey - Tubelord - Colour - Secondsmile - Modern Baseball - You Blew It! - Tall Ships - Pet Symmetry - Talons - Axes - Sleep Kit |